# On the Road (boek)
On the Road is een boek geschreven door de Amerikaanse schrijver Jack Kerouac en voor het eerst uitgegeven in augustus 1957. Het verhaal is merendeels autobiografisch en handelt over verschillende reizen die Kerouac tussen 1947 en 1950 door de Verenigde Staten en Mexico maakte en de personen die hij op zijn weg ontmoette. Een Nederlandse vertaling van John Vandenbergh kwam uit in 1961 onder de titel Op weg. Een latere, door Guido Golüke vertaalde, editie verscheen voor het eerst in 1988 met als titel Onderweg. In de recentere herdrukken van deze versie wordt de Engelstalige titel aangehouden met Onderweg als subtitel.

## Het verhaal

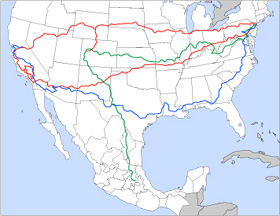
De drie beschreven reizen: 1947 (rode lijn), 1949 (blauw) en 1950 (groen)

Het boek is geschreven vanuit het perspectief van Sal Paradise, Kerouacs alter ego in het boek en de ik-persoon. De eigenlijke hoofdpersoon en inspirator voor de avonturen die Paradise beleeft is echter de jonge en buitengewoon energieke Dean Moriarty, het personage waar Kerouacs vriend en held Neal Cassady model voor stond. On the Road begint met een introductie van Dean in de kunstenaarskringen van New York waar Sal op dat moment deel van uitmaakt. In andere personages zijn onder andere Allen Ginsberg (Carlo Marx), Herbert Huncke (Elmer Hassel) en William S. Burroughs (Old Bull Lee) te herkennen.
De reizen, zowel met als zonder Dean, voeren Sal verschillende keren dwars door de Verenigde Staten. Hij doet onder meer de steden Chicago, Denver, San Francisco, Los Angeles en New Orleans aan. De laatst beschreven reis in 1950 voert van New York naar Denver en vervolgens met Dean via Texas naar Mexico-Stad. Sal is aanvankelijk geïnspireerd door de romantiek van het leven onderweg en de ontmoetingen die hij heeft met uiteenlopende personen, maar raakt gaande het boek meer en meer bevangen door eenzaamheid en melancholie. De vriendschap met Dean wordt op de proef gesteld door diens onbetrouwbaarheid; druk als hij is met verschillende vrouwen, kinderen en andere verplichtingen komt hij afspraken niet na en laat hij Sal meermalen in de steek.

## Verfilming
De rechten om het boek te verfilmen zijn sinds 1968 in handen van Francis Ford Coppola. Verschillende keren zijn er vergevorderde plannen geweest voor verfilming, die echter alle voor de daadwerkelijke productiefase weer werden afgeblazen. In 2005 werden regisseur Walter Salles en scenarist José Rivera (beiden bekend van de verfilming van Che Guevara's Diarios de motocicleta) door Coppola benaderd. In juli 2010 werd begonnen met de productie van de verfilming van On The Road. Sam Riley speelt de rol van Sal Paradise, verder verschijnen in de film onder anderen Garrett Hedlund als Dean Moriarty, Kristen Stewart als Mary Lou, Kirsten Dunst als Camille en Viggo Mortensen als Old Bull Lee.

## Jubileumeditie
Ter gelegenheid van de vijftigste verjaardag van On the Road gaf de oorspronkelijke uitgever Viking Press (sinds 1975 onderdeel van de Penguin Group) op 16 augustus 2007 een speciale editie van het boek uit. Deze editie volgt Kerouacs eerste volledige versie van het verhaal, geschreven in 1951, zes jaar voor de publicatie van het boek. Kerouac typte het verhaal in drie weken tijd op acht grote vellen papier, die later aaneengeplakt werden tot een rol van ruim 36 meter lang. In vergelijking met de eerste publicatie is de oorspronkelijke versie iets langer, explicieter van toon en bevat het gedeelten die in 1957 nog als ongeschikt werden bestempeld. Tevens worden de echte namen gebruikt van de personen die in het boek voorkomen.

## Ode
Ter ere van het jubileum verschenen in Nederland twee boeken waarin de reizen van Kerouac min of meer werden overgedaan. De Vlaamse auteur Frank Albers schreef Beatland, een journalistieke zoektocht naar de nalatenschap van de Beat. Schrijver Auke Hulst en tekenaar Raoul Deleo maakten een impressionistische kruising tussen een literair reisverslag en een graphic novel, getiteld De eenzame snelweg. Dat boek werd genomineerd voor een stripschap-penning en de Sint-Michielsprijs.